# Леополд фон Хесен-Дармщат
Леополд фон Хесен-Дармщат (на немски: Leopold von Hessen-Darmstadt; * 11 април 1708 в Мантуа; † 27 октомври 1764 във Борго Сан Донино) е принц от Хесен-Дармщат и императорски фелдмаршал. 
Той е син на принц Филип фон Хесен-Дармщат (1671 – 1736), гувернатор на Мантуа, и съпругата му принцеса Мария Тереза от Крой (1673 – 1714), дъщеря на Фердинанд Франсоа Йозеф, херцог на Хаврé.
Леополд се жени на 2 септември 1740 г. в Пиаченца за Енриета д’Есте (1702 – 1777), вдовица на Антонио Фарнезе (1679 – 1731), последният херцог на Парма и Пиаченца, дъщеря на Риналдо д’Есте, херцог на Модена и Реджо, и съпругата му Шарлота Фелицита фон Брауншвайг-Люнебург. Бракът е бездетен.